# E3 Prijs Vlaanderen-Harelbeke de 2013
A 56ª edição da E3 Prijs Vlaanderen-Harelbeke disputou-se a 22 de março de 2013, sobre um traçado de 211 km.
Fez parte do UCI World Tour de 2013, sendo a segunda vez que se inclui em dito calendário de máxima categoria mundial.
Participaram 25 equipas: os 19 de categoria UCI Pro Team (ao ter obrigada a sua participação); mais 6 de categoria Profissional Continental mediante convite da organização (Accent Jobs-Wanty, Crelan-Euphony, Topsport Vlaanderen-Baloise, IAM Cycling, Team Europcar e Cofidis, le Crédit en Ligne. Formando assim um pelotão de 199 ciclistas, de 8 corredores a cada equipa (excepto a AG2R La Mondiale que saiu com 7), dos que acabaram 98.
O ganhador final foi Fabian Cancellara depois de ganhar em solitário graças a um ataque a falta de 35 quilómetros. Por trás dele chegaram um grupo de seis corredores encabeçados por Peter Sagan e Daniel Oss, respectivamente.

## Classificação final
| \| Posição \| Ciclista \| Equipa \| Tempo \| \| ------- \| -------------------- \| ----------------------- \| --------------- \| \| 1. \| Fabian Cancellara \| RadioShack Leopard \| 5 h 08 min 28 s \| \| 2. \| Peter Sagan \| Cannondale \| a 1 min 04 s \| \| 3. \| Daniel Oss \| BMC Racing \| m.t. \| \| 4. \| Geraint Thomas \| Sky \| m.t. \| \| 5. \| Sebastian Langeveld \| Orica GreenEDGE \| a 1 min 08 s \| \| 6. \| Sylvain Chavanel \| Omega Pharma-Quick Step \| m.t. \| \| 7. \| Tom Boonen \| Omega Pharma-Quick Step \| a 2 min 15 s \| \| 8. \| Luca Paolini \| Katusha \| m.t. \| \| 9. \| Edvald Boasson Hagen \| Sky \| m.t. \| \| 10. \| Sébastien Turgot \| Europcar \| m.t. \| |                      |                         |                 |
| Posição | Ciclista             | Equipa                  | Tempo           |
| 1. | Fabian Cancellara    | RadioShack Leopard      | 5 h 08 min 28 s |
| 2. | Peter Sagan          | Cannondale              | a 1 min 04 s    |
| 3. | Daniel Oss           | BMC Racing              | m.t.            |
| 4. | Geraint Thomas       | Sky                     | m.t.            |
| 5. | Sebastian Langeveld  | Orica GreenEDGE         | a 1 min 08 s    |
| 6. | Sylvain Chavanel     | Omega Pharma-Quick Step | m.t.            |
| 7. | Tom Boonen           | Omega Pharma-Quick Step | a 2 min 15 s    |
| 8. | Luca Paolini         | Katusha                 | m.t.            |
| 9. | Edvald Boasson Hagen | Sky                     | m.t.            |
| 10. | Sébastien Turgot     | Europcar                | m.t.            |